# Sætningsled
Sætningsled findes ved at analysere en sætning (sætningsanalyse).
Ved sætningsanalyse bruges følgende tegn, som sættes under ordet:
| X       | : | subjekt (grundled).                           | Det led i en sætning som sætningens indhold drejer sig om |  |
| O       | : | Verballed (udsagnsled).                       | Det led i en sætning der fortæller at der sker noget eller gøres noget eller fortæller noget om subjektet. |  |
| Δ       | : | Objekt (genstandsled).                        | Dette led kan også kaldes direkte objekt eller (på tysk) akkusativobjekt. Det led i sætningen, der gøres noget ved.                                                                                              |  |
|        | : | Indirekte objekt (hensynsled).                | Dette led kaldes også personsobjekt eller (på tysk) dativobjekt. Det er den person eller ting i sætningen som får, mister, har gavn af noget som resultat af handlingen, som verbet (udsagnsordet) fortæller om. |  |
|         | : | Adverbialled (biled)                          | Ord eller led, som fungerer som adverbium. Dette led beskriver noget om tid, sted, måde eller grad. |  |
|         | : | Objektsprædikat (omsagnsled til genstandsled) | Det led der navngiver eller beskriver objektet. |  |
|         | : | Subjektsprædikat (omsagnsled til grundled)    | Det led der navngiver eller beskriver subjektet. |  |
|         | : | Styrelsen i et præpositionsled                | Den del der kommer efter præpositionen kaldes "styrelse". En styrelse kan være et substantiv, et pronomen, en sætning eller en infinitiv med "at".                                                               |  |
| →       | : | Parataktisk (sidestillende) konjunktionalled  | Gælder de konjunktioner (bindeord) der er sidestillende. Det er de seks konjunktioner: og, eller, men, samt, thi, for.                                                                                           |  |
| \| ↳ \| | : | Hypotaktisk (underordnende) konjunktionalled  | Dette er alle de konjunktioner der ikke er sidestillende, men derimod underordnende. Fx da, når, hvis. |  |
| ↳       |   |                                               | |  |

| Hun | gav | ham | hatten. |
| --- | --- | --- | ------- |
| X   | O   |    | Δ       |

| Den næste dag | rejste | de. |
| ------------- | ------ | --- |
|               |        |     |

| De kaldte ham | Jakob |
| ------------- | ----- |
|               |       |

| Hans kone hedder | Hanne |
| ---------------- | ----- |
|                  |       |

| Børnene leger i | haven |
| --------------- | ----- |
|                 |       |